# Halina Banasiak
Halina Banasiak z d. Kosmowska ps. „Lilka” (ur. 9 marca 1913 w Roszkowie, zm. 3 czerwca 1945 w Malmö) – polska nauczycielka tajnego nauczania, działaczka niepodległościowa, więźniarka obozu koncentracyjnego Stutthof.

## Życiorys
Jej rodzicami byli Jan i Maria z d. Otmianowska. Uczyła się w szkole podstawowej w Wągrowcu, następnie w Gimnazjum Humanistycznym w Poznaniu. Studiowała polonistykę na Uniwersytecie Poznańskim, po ukończeniu studiów w 1936 roku przeprowadziła się wraz z mężem Stanisławem do Torunia, gdzie do wybuchu II wojny światowej uczyła języka polskiego.
W lutym 1940 roku została członkinią Związku Walki Zbrojnej. Do ZWZ przystąpiła za sprawą dr Anny Dydyńskiej-Paszkowskiej, łączniczki Komendy Okręgu ZWZ Pomorze. Banasiak pełniła rolę punktu kontaktowego Paszkowskiej na terenie Mokrego. Międzyczasie była również czynna w tajnym nauczaniu i w samopomocy społecznej. Mieszkała przy ul. Kościuszki 66, po odmowie podpisania niemieckiej listy narodowościowej została wysiedlona do drewnianego domu na rogu ul. Kościuszki i Grudziądzkiej. Pomimo trudności materialnych zdobywała i wysyłała żywność m.in. do obozu koncentracyjnego w Stutthofie. W sierpniu 1943 roku pomogła swojemu mężowi (związanemu z Polską Armią Powstania, a następnie z ZWZ-AK) przedostać się do Generalnego Gubernatorstwa. Następnie zorganizowała ucieczkę trojga dzieci do Warszawy. Sama Banasiak również próbowała przedostać się do Generalnego Gubernatorstwa, jednak 22 listopada 1943 roku została zatrzymana w Kutnie przez gestapo.
Po zatrzymaniu była przesłuchiwana w Łodzi i Toruniu. Na wniosek sekretarza kryminalnego Siedlera 1 lipca 1944 roku trafiła do obozu koncentracyjnego Stutthof. Została zarejestrowana pod numerem 37323. W obozie uczestniczyła w samopomocy oraz pracowała jako sanitariuszka. Chcąc pomóc chorym na dur brzuszny nie zdecydowała się na wzięcie udziału w ewakuacji obozu w styczniu 1945 roku. 23 kwietnia 1945 roku została ewakuowana w ostatnim transporcie barkami, gdzie dotarła do Flensburga. 9 maja transport został przejęty przez Szwedzki Czerwony Krzyż. 12 maja Banaszek dostała się do Malmö. 16 maja zachorowała na dur brzuszny. Zmarła 3 czerwca, została pochowana na cmentarzu w Malmö.
Podczas pobytu w obozie w ukryciu pisała modlitwy, opowieści i wiersze. Jej zbiór wierszy pt. „Bajki” trafił po jej śmierci do współwięźniarki i poetki Walerii Felchnerowskiej, która następnie oddała zbiór dzieciom Banasiak. W 2009 roku spadkobiercy Banasiak przekazali zbiór Muzeum Stutthof w Sztutowie. Pierwsze wydanie „Bajek” opublikowany w 2012 roku, drugie wydanie ukazało się w 2024 roku. Wiersze Banasiak wykorzystano również w programie muzycznym pt. Stutthof. Apel Cieni z 2018 roku. Do Muzeum Stutthof należy również spisany przez Banasiak scenariusz uroczystości patriotycznych urządzonych podczas Zaduszek w 1942 roku.
W 2024 roku premierę miał film dokumentalny pt. A nad Stutthof deszczyk pada…, przedstawiający życie Haliny Banasiak.